# Le Clapier
Le Clapier település Franciaországban, Aveyron megyében. Lakosainak száma 88 fő (2022. január 1.). Le Clapier Cornus, Fondamente, Romiguières és Roqueredonde községekkel határos.

## Népesség
A település népessége az elmúlt években az alábbi módon változott:
| Lakosok száma | 96   | 71   | 67   | 76   | 75   | 79   | 78   | 76   | 75   | 88   |
|               | 1968 | 1982 | 1990 | 2006 | 2013 | 2015 | 2017 | 2019 | 2020 | 2022 |